# 明石全登
明石全登（1566年？—1618年？），通稱掃部助，是日本戰國時代與安土桃山時代的武將，父親是明石景親，育有一子明石景行。天主教的洗禮名是基文尼·吉斯圖（ジョパンニ・ジュスト）。

## 生平
宇喜多直家和宇喜多秀家父子家臣，他是天主教徒，熱心於基督教傳播。在杭瀨川之戰中，跟隨島左近於9月14日突擊東軍中村一榮並且獲得大勝利。關原之戰則是跟隨宇喜多秀家以副將身份登場。參與慶長5年（1600年）的伏見城攻略。9月15日關原本戰中率領宇喜多勢8,000名擔任先鋒，與福島正則對戰，後因小早川秀秋背叛而戰敗。全登向主君秀家進言往大坂城方向退軍，並擔任殿軍任務。
戰後往岡山城退去，但無法與主君秀家取得連絡而出奔。因宇喜多氏沒落而成為浪人的全登，其母親及明石一族受到黑田如水的庇護，自身則由如水的弟弟黑田直之協助藏匿。如水死後，因黑田長政禁教，前往投靠柳川藩的田中忠政。
慶長19年（1614年）大坂冬之陣時，因宗教信仰上問題，以及他希望在八丈島流放的宇喜多秀家歸還，所以加入豐臣方。慶長20年（1615年）夏之陣時，參與道明寺之戰。後藤基次戰死後，全登隊與水野勝成、神保相茂、伊達政宗勢交戰後負傷。天王寺、岡山之戰時，與蒲生氏鄉舊臣小倉行春共同率領300餘名敢死隊突入家康本陣狙擊。但得知天王寺口的友軍壞滅後，在水野勝成、松平忠直、本多忠政、藤堂高虎等軍勢包圍中突破，從戰場脫離。也有逃離外國，和在大坂戰死的不同說法，成為了戰國之中一個謎之人物。當時德川家康為了找到明石全登，於是有「明石通緝」名句。